# تورگوویتسا
تورگوویتسا (اوکراینی: Torhovite; لهستانی: Targowica) یک روستا در شهرستان گورودنکا می‌باشد که در استان ایوانو-فرانکیفسک، اوکراین واقع شده‌است. این منطقه پیشتر در امپراتوری اتریش قرار داشت.